# Mezquita de la Solidaridad Islámica
La Mezquita de la Solidaridad Islámica (en árabe: جامع التضامن الإسلامى‎, en somalí: 𐒑𐒖𐒈𐒃𐒘𐒆𐒏𐒖 𐒘𐒈𐒁𐒖𐒔𐒖𐒕𐒈𐒘𐒌𐒖, مساجيدكا إسباهيسيگا ) es una mezquita ubicada en Mogadiscio, Somalia.

## Historia
La Mezquita de la Solidaridad Islámica fue construida en 1987 por la empresa Hamar Construction con el apoyo financiero de la fundación saudí Fahd bin Abdul Aziz Al Saud. Es la principal mezquita de la capital de Somalia y un edificio icónico en la sociedad somalí.
Tras el comienzo de la guerra civil a principios de la década de 1990, la mezquita cerró. Más tarde fue reabierta en 2006 por la Unión de Tribunales Islámicos, que comenzó a recaudar fondos de la comunidad empresarial para las renovaciones previstas de partes del edificio. En 2015, el Gobierno Federal de Somalia completó remodelaciones formales en la infraestructura de la mezquita.

## Capacidad y ubicación
La Mezquita de la Solidaridad Islámica es la mezquita más grande del Cuerno de África. Es capaz de albergar hasta 10.000 fieles. La mezquita también tiene vistas al mar de Somalia.

## Renovaciones
En 2012-2013, la mezquita fue renovada y rehabilitada por Starsom Group, un contratista somalí local, con el financiamiento de la Fundación Turkiye Diyanet, una organización no gubernamental turca.